# Henri-Édouard Navarre
Henri-Édouard Navarre, né le 4 avril 1885 dans le 9e arrondissement de Paris et mort, dans le même arrondissement, le 11 août 1971, est un sculpteur, médailleur et verrier français.

## Biographie
Fils de Jean-Alexandre Navarre architecte, et de Anne Marie Sophie Lesueur, petit-fils de Edmond Navarre, architecte, il épouse en 1925 Élianne Rosine Valabrègue (1889-1975).
Il est mort à son domicile de la rue Blanche à l'âge de 86 ans. Il avait été élu à l'Académie des beaux-arts en 1961.

## Œuvres
- monument à Georges Guynemer (1923), Compiègne[2]
- contribution au monument commémoratif de la Pointe de la Grave au Verdon-sur-Mer, rendant hommage à la fois à l’engagement des Américains aux côtés de la France en 1917 et au départ de La Fayette pour l'Amérique en 1777 (avec l’architecte André Ventre et Antoine Bourdelle) (1926-1938)[3]

- des scènes en verre Le Christ en Croix, Marthe ou la Vie active, Marie ou la Vie contemplative pour la chapelle du paquebot « Ile-de-France » (1927)
- les sculptures et verrières du journal l'Intransigeant, dont un élément est conservé au musée des Beaux-Arts de Chartres
- cinq monuments aux morts[4]

Dans les années 1970, son fonds d'atelier est entré au musée des Beaux-Arts de Chartres.

## Récompenses et distinctions
- chevalier (1921) puis officier (1950) de l'ordre national de la Légion d'honneur
- Croix de guerre